# تدرج كيميائي

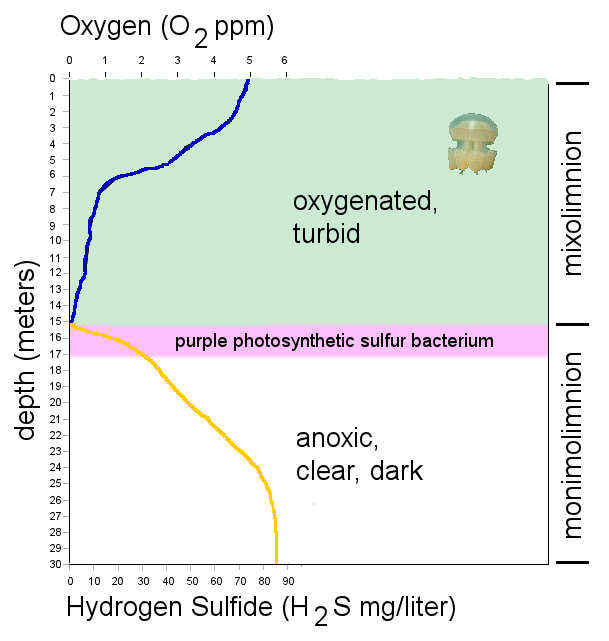

التدرج الكيميائي (بالإنجليزي:Chemocline ) هوتدرج مشابه للتدرج الحراري يقصد به معدل الانخفاض الكيميائي العمودي في الماء عند حدود المناطق الدافئة المجاورة للمناطق الباردة في المحيطات , البحيرات , البحار (في بعض الأحيان يتزامن التدرج الحراري مع التدرج الكيميائي) هذا التدرج يحدث في البحر الأسود وبشكل واسع في المناطق الملحية أسفل المياه المختزلة anoxic - ينقص الأكسجين في الأعماق- حيث تعيش الكائنات اللاهوائية ,ولايمكن أن يحدث في المناطق الغنية بالأكسجين كالمناطق السطحية .
عملية التمثيل الضوئي للكائنات اللاهوائية مشابهه لعملية التمثيل الغذائي للكائنات الهوائية و بكتيريا الكبريت القرمزية حيث تأخذ أشعة الشمس من أعلى طبقة التدرج الكيميائي بينما تأخذ كبريتيد الهيدروجين (H2S)من البكتيريا اللاهوائية بالأسفل .

## أنوع التدرج
•	تدرج حراري : يعتمد على تغير درجة الحرارة الماء
•	التدرج الملحي: يعتمد على تغير ملوحة الماء
•	تدرج الكثافة : يعتمد على تغير كثافة الماء 